# Velika nagrada Zandvoorta 1948
Velika nagrada Zandvoorta 1948 je bila osma dirka za Veliko nagrado v sezoni Velikih nagrad 1948. Odvijala se je 7. avgusta 1948 na dirkališču Circuit Park Zandvoort. 

## Rezultati

### Prva preddirka
| Poz | Dirkač             | Moštvo                  | Dirkalnik      | Krogi | Čas/Odstop |
| --- | ------------------ | ----------------------- | -------------- | ----- | ---------- |
| 1   | Reg Parnell        | Reg Parnell Racing Team | Maserati 4CLT  | 24    | 50:17.8    |
| 2   | Tony Rolt          | Privatnik               | Alfa Romeo 158 | 24    | + 3.6s     |
| 3   | John Bolster       | ERA Ltd.                | ERA B          | 24    | + 5.4s     |
| 4   | Kenneth Hutchinson | Privatnik               | Alfa Romeo 308 | 24    | + 43.0s    |
| 5   | Geoffrey Ansell    | Privatnik               | ERA B          | 24    | + 2:0.4s   |
| 6   | Anthony Baring     | Privatnik               | Maserati 4CM   | 23    | +1 krog    |

- Najhitrejši krog: John Bolster - 1:57.9
- Najboljši štartni položaj: Cuth Harrison - 2:03.8

### Druga preddirka
| Poz | Dirkač          | Moštvo    | Dirkalnik    | Krogi | Čas/Odstop |
| --- | --------------- | --------- | ------------ | ----- | ---------- |
| 1   | Princ Bira      | Privatnik | Maserati 4CL | 24    | 50:24.3    |
| 2   | David Hampshire | ERA Ltd.  | ERA A        | 24    | + 59.5s    |
| 3   | Duncan Hamilton | Privatnik | Maserati 6CM | 24    | + 1:07.6   |
| 4   | Fred Ashmore    | ERA Ltd.  | ERA A        | 24    | + 1:26.6   |
| 5   | Leslie Brooke   | ERA Ltd.  | ERA B        | 24    | + 1:53.2   |
| 6   | Gordon Watson   | Privatnik | Alta         | 23    | +1 krog    |

- Najhitrejši krog: Princ Bira - 1:53.6
- Najboljši štartni položaj: Princ Bira - 2:00.2

### Finale
| Poz | Dirkač             | Moštvo                  | Dirkalnik      | Krogi | Čas/Odstop |
| --- | ------------------ | ----------------------- | -------------- | ----- | ---------- |
| 1   | Princ Bira         | Privatnik               | Maserati 4CL   | 40    | 1:25:22.2  |
| 2   | Tony Rolt          | Privatnik               | Alfa Romeo 158 | 40    | + 0.1s     |
| 3   | Reg Parnell        | Reg Parnell Racing Team | Maserati 4CLT  | 39    | +1 krog    |
| 4   | Duncan Hamilton    | Privatnik               | Maserati 6CM   | 39    | +1 krog    |
| 5   | Fred Ashmore       | ERA Ltd.                | ERA A          | 39    | +1 krog    |
| 6   | Leslie Brooke      | ERA Ltd.                | ERA B          | 38    | +2 kroga   |
| 7   | David Hampshire    | ERA Ltd.                | ERA A          | 38    | +2 kroga   |
| 8   | Geoffrey Ansell    | Privatnik               | ERA B          | 38    | +2 kroga   |
| 9   | Kenneth Bear       | Privatnik               | Bugatti T59    | 37    | +3 krogi   |
| 10  | Kenneth Hutchinson | Privatnik               | Alfa Romeo 308 | 37    | +3 krogi   |
| 11  | Michael Chorlton   | Privatnik               | Bugatti T51A   | 31    | +9 krogov  |
| 12  | Anthony Baring     | Privatnik               | Maserati 4CM   | 28    | +12 krogov |